# Починок (Дмитриевское сельское поселение)
Починок — деревня в Даниловском районе Ярославской области. Входит в состав Дмитриевского сельского поселения.

## География
Находится в северо-восточной части Ярославской области на расстоянии приблизительно 11 км на юг по прямой от железнодорожного вокзала города Данилова, административного центра района недалеко от железнодорожной линии Ярославль-Данилов.

## История
В 1898 году здесь (деревня Даниловского уезда Ярославской губернии) было учтено 9 дворов.

## Население
Численность населения: 40 человек (русские 100 %) в 2002 году, 37 в 2010.